# Median-Test
Der Median-Test, auch als Mood’s Median-Test, Westenberg-Mood-Median-Test oder Brown-Mood-Median-Test bezeichnet, ist ein statistischer Test, mit dem untersucht werden kann, ob zwei oder mehr unabhängige Stichproben aus Grundgesamtheiten mit gleichem Median stammen. Da der Test keine Annahmen hinsichtlich der Häufigkeitsverteilung der Daten voraussetzt, zählt er zu den nicht-parametrischen Verfahren. Der Median-Test ist sehr einfach durchzuführen, gilt jedoch aufgrund seiner im Vergleich zu alternativen Verfahren geringen Teststärke für die meisten Anwendungen als obsolet. Im Allgemeinen wird er Alexander McFarlane Mood zugeschrieben.

## Testbeschreibung
Der Median-Test setzt Unabhängigkeit der Werte sowohl zwischen den Stichproben als auch innerhalb der Stichproben voraus. Darüber hinaus müssen die Werte durch Zufallsauswahl aus der Grundgesamtheit ermittelt worden sein. Der Test ist an keine bestimmte Häufigkeitsverteilung der Daten gebunden, die Dichtefunktion in der Nähe des Medianwertes und damit die Form der Verteilung sollte aber zwischen den Stichproben ähnlich sein.
Für die Durchführung des Median-Tests wird zunächst nach Kombination der Stichproben der gemeinsame Median aller Werte ermittelt. Anschließend werden die Werte in Abhängigkeit davon, ob sie größer oder kleiner als der gemeinsame Median sind, innerhalb jeder Stichprobe jeweils zwei Gruppen zugeordnet. Für die Behandlung von Werten, die exakt gleich dem gemeinsamen Median sind, gibt es verschiedene Möglichkeiten. Sie können, sofern ihre Zahl im Vergleich zur Gesamtzahl der Werte klein ist, entweder unberücksichtigt bleiben, oder sie werden jeweils so auf die Gruppen verteilt, dass das Ergebnis des Tests möglichst wenig beeinflusst wird. Die ermittelten Verteilungen in den zwei Gruppen jeder Stichprobe werden dann in Form einer Kontingenztabelle mittels eines Chi-Quadrat-Tests verglichen. 
Die Nullhypothese des Median-Tests ist die Annahme, dass sich die Mediane der Stichproben nicht unterscheiden. Ein p-Wert kleiner als 0,05 ist demzufolge so zu interpretieren, dass sich mindestens eine Stichprobe hinsichtlich ihres Medianwertes signifikant von den anderen Stichproben unterscheidet. Der p-Wert sagt allerdings nichts über die Zahl der signifikant verschiedenen Stichproben sowie über die Richtung des Unterschieds aus.

## Alternative Verfahren
Im Vergleich zu anderen Verfahren hat der Median-Test sowohl für Stichproben mit kleinem als auch für Stichproben mit mittlerem bis großem Umfang eine geringe Teststärke. 
Die nicht-parametrischen Verfahren der Wahl anstelle des Median-Tests sind für zwei ungepaarte Stichproben der Mann-Whitney-U-Test und für drei oder mehr ungepaarte Stichproben der Kruskal-Wallis-Test, die beide auf der Ermittlung von Rängen der Werte in den Stichproben und der Berechnung von Rangsummen beruhen. Diese beiden Tests basieren zwar nicht auf der Annahme einer Normalverteilung, sie testen aber nicht nur die Abweichung vom Median, sondern berücksichtigen auch Unterschiede in der Varianz (über deren Ränge). Wenn also sowohl die Normalverteilungsannahme als auch die Homogenitätsannahme verletzt ist, kann der Median-Test eine zu bevorzugende Alternative darstellen (siehe beispielsweise Vorberg & Blankenberger, 1999). Für gepaarte Daten sind für zwei Stichproben der ebenfalls auf Rängen beruhende Wilcoxon-Vorzeichen-Rang-Test oder der Vorzeichentest sowie für drei oder mehr Stichproben der rangbasierte Friedman-Test zu verwenden. Ein einfach durchführbares nicht-parametrisches Verfahren zur schnellen Abschätzung ist der Schnelltest nach Tukey.
Bei großen Unterschieden in der Streuung der einzelnen Stichproben sollte der Median-Test anstelle der genannten Alternativen eingesetzt werden. Gegenüber diesen Verfahren bietet der Median-Test darüber hinaus Vorteile bei der Berücksichtigung von Daten außerhalb des Messbereiches und anderen Daten, deren Wert beziehungsweise Rang nicht genau bekannt ist, sofern zumindest eine Entscheidung darüber möglich ist, ob sie über oder unter dem gemeinsamen Medianwert liegen.